# 282 Clorinde
Clorinde (asteroide 282) é um asteroide da cintura principal com um diâmetro de 39,03 quilómetros, a 2,1496168 UA. Possui uma excentricidade de 0,0811176 e um período orbital de 1 306,92 dias (3,58 anos).
Clorinde tem uma velocidade orbital média de 19,47341809 km/s e uma inclinação de 9,02233º.
Esse asteroide foi descoberto em 28 de Janeiro de 1889 por Auguste Charlois.
Este asteroide foi nomeado em homenagem à cidade argentina Clorinda.